# Воротынский, Александр Иванович
Александр Иванович Воротынский (в иночестве Арсений) (ум. 1565 или 6 февраля 1564) — удельный служилый князь, наместник, воевода, окольничий и боярин, сын боярина князя Ивана Михайловича Воротынского от брака с Анастасия Ивановна Захарьиной.

## Биография
В 1534 году Александр вместе с отцом подвергся заточению. В 1546 году он стал окольничим окольничим. В апреле 1550 года Александр был наместником и 1-м воеводой Рязани. 
Вместе с М. П. Головиным князь был послан царём Иваном Грозным 1-м воеводой на реке Проня возводить крепость Михайлов (апрель 1551), а в декабре того же года ходил в Терехов с прочими воеводами и «Нагайского Тейляк мурзу и иных мурз побили». В числе прочих воевод в 1553 году он на год был прислан в Казань. В июле 1554 года князь Воротынский командовал в Зарайске передовым полком, а в июле 1555 года был первым воеводой передового полка в Одоеве. В 1558—1559 годах он был 1-й воеводой в Казани (1558-1559), а в 1560 году «По крымским вестем» командовал большим полком в походе из Дедилова к Ливнам на р. Тихая сосна, после чего был оставлен 3-м воеводой в Туле (1560).
По получении известий из Рыльска о 20 тысячах татар на реке Уды князь Воротынский назначен командовать передовым полком под Тулой. После роспуска «больших» воевод направлен в Одоев 2-м воеводой. 
В 1560 году Александры был пожалован в бояре. В 1562 году он стоял в Серпухове с полком правой руки. В том же году братья Александр и Михаил Ивановичи Воротынские попали в царскую опалу, поскольку Иван Грозный подозревал, что они собираются бежать в Великое княжество Литовское. По доносу княжеской челяди братья Воротынские были арестованы. Михаил со всей семьей был отправлен в ссылку на Белоозеро, а Александр был заключен в Галич.
По мнению советского и российского историка Р. Г. Скрынникова после ареста князей Воротынских Новосильско-Одоевское княжество было присоединено к царским владениям: «вотчину их Новосиль и Одоев и Перемышль и в Воротынку их доли велел взяти на себя».
После завершения Полоцкого похода в 1563 году Боярская дума ходатайствовала перед царём об освобождении князей Воротынских. Однако был помилован только один князь Александр Иванович, а его старший брат Михаил до 1565 года продолжал находиться в ссылке на Белоозере. Александр бы освобождён из заключения в апреле 1563 года, дав 20 апреля по себе поручную запись, а бояре ручались по нему в 15.000 рублей, а в мае царь посетил Воротынск, Одоев Старый и Перемышль, осматривая перешедшие в казну удельные города.
В 1564 году Александр командовал передовым полком в Калуге. В июле он был направлен во Ржев наместником к боярину и воеводе князю Ивану Ивановичу Пронскому, где стал с ним местничать: «Не вели нашего отечества отнять, — писал он царю, — пощади, государь, не выдавай нас Пронскому князю Ивану, чтоб мы, холопи твои, в вековом позоре не были! Царь, государь, смилуйся, пожалуй!» В августе царь встал на сторону князя Пронского и отклонил челобитье Александра Воротынского. «И ты бы, князь Александр, — писал царь, — знал себе меру!» 
В 1565 году Александр был первый воевода сторожевого полка под Великими Луками. В том же году он удалился в Троице-Сергиев монастырь, принял постриг с именем Арсений, после чего умер  или 06.02.1564. В настоящее время его захоронение находится в Церкви Владимира Кирилло-Белозерского монастыря, куда тело Александра Ивановича привезли позже.

## Браки
1-я жена: Ирина (умерла в 1553).
2-я жена: Марфа.
По родословной росписи Александр показан бездетным, но известно, что у него была минимум одна дочь:
- Анна (умерла 25 января 1570), постриглась в монахини, в инокинях Анастасия[2].